# Sten Abel
Egil Sten Abel (Oslo, 18 de novembro de 1899 — Bærum, 30 de dezembro de 1989) foi um velejador norueguês, medalhista olímpico. Ele competiu nos Jogos Olímpicos de Verão de 1920 na classe 7 Metre e conquistou a medalha de prata na disputa a bordo do Fornebo com Johan Faye, Christian Dick e Niels Nielsen.
Abel era um oficial da reserva no Exército da Noruega. Durante a campanha norueguesa, foi colocado no comando de um grupo de voluntários apelidado de 'Abel's Ski Company'. O grupo foi dissolvido após a rendição da Noruega, e Abel foi feito prisioneiro de guerra de 1940 a 1941.